# Дюпре, Джун
Джун Дюпре́ (англ. June Duprez; 14 мая 1918 — 30 октября 1984) — английская актриса, наиболее известная ролью принцессы в фильме «Багдадский вор».
Джун, дочь американского водевильного актёра Фреда Дюпре, родилась в Англии. Начала играть в театре ещё в школьном возрасте и в 1936 году получила маленькую роль в фильме «Джентльмен-любитель». Затем последовали роли второго плана в картинах «Кардинал» (1936) и «Шпион в чёрном» (1939). Известность ей принесла главная роль в исторической ленте «Четыре пера». Самым популярным фильмом актрисы стал фильм Александра Корды «Багдадский вор» (1940).
После этого успеха Дюпре решила продолжить карьеру в Голливуде, но в США она не имела большого успеха, возможно, по причине, что её агент запрашивал слишком большой гонорар — 50 000 долларов за роль. Ещё одной звездной ролью стала для неё Вера Клейтон в экранизации романа Агаты Кристи «Десять негритят» (1945, режиссёр — Рене Клер). После этого Дюпре некоторое время играла на Бродвее и окончательно оставила карьеру, выйдя второй раз замуж в 1948 году. Последней её ролью стало участие в картине «Один плюс один» (1961).
В браке Джун родила двух дочерей, но в 1965 году супруги развелись. Затем она проживала в Италии и в Лондоне, где и скончалась.